# Cyclopina psammophila
Cyclopina psammophila – gatunek widłonoga z rodziny Cyclopinidae. Nazwa naukowa tego gatunku skorupiaków została opublikowana w 1940 roku przez austriackiego zoologa Adolfa Steuera.